# A Hihetetlen Pókember (2. sorozat)
A Hihetetlen Pókember második sorozata a Marvel Comics által kiadott Spider-Man képregénysorozatok (Amazing, Spectacular, Peter Parker, Web of, Sensational, Marvel Knights, Friendly Neighbourhood) magyar megjelenése, melyeket a Kingpin kiadó jelentet meg 2012. február óta. 2005 októbere és 2008 januárja között a Panini Comics Magyarország adta ki havonta (A Hihetetlen Pókember), 2012-től a Kingpin folytatja kéthavi füzetként.
A második sorozat a The Amazing Spider-Man #533. részétől kezdődik. Folytatódik a Adoc-Semic által, a Csodálatos Pókember 3. sorozatában elkezdődött, és 2011-ben félbemaradt Polgárháború Pókember szemszögéből nézve.

## Cselekmény
Az 1-3. számokban megjelent történet a nagy Marvel esemény, a Polgárháború (Civil War) történetét meséli el, de Pókember szemszögéből. Kezdve Pókember életének egyik legnagyobb eseményével: amikor felfedi kilétét a nyilvánosság előtt, majd igyekszik lépést tartani a rázúduló eseményekkel.
A 4. számtól kezdődően a Polgárháború eseményei környékén játszódó egyéb történetek voltak kiadva, más amerikai Pókember címekből válogatva (Sensational, Friendly Neighbourhood), "Maszk nélkül" (Unmasked) összefoglaló néven.
A 12. számtól kezdődően az úgynevezett "Újra feketében" (Back in Black) korszak történetei következtek, ahol Pókember ismét magára öltötte a régebbről már ismert fekete pókruháját, - lelki állapotát kifejezve ezzel - mivel szeretett May nénije a kórházban élet és halál között lebegett.
Emiatt a 18. számtól elkezdődő "Még egy nap" (One More Day) című történetben drasztikus lépésre szánta el magát, ami egész addigi életét megváltoztatta, a múltját is beleértve.
Ezzel a 21. számtól egy teljesen új időszak kezdődött el főhősünk életében, melyet az "Egy új nap hajnala" (Brand New Day) címmel szoktunk emlegetni. Megváltozott körülmények, környezet, új ismerősök, visszatért régiek, vadi új ellenségek sora jellemzi ezt a hosszabb időszakot. És Peter/Pókember alkalmazkodását ehhez az új helyzethez, melynek valódi miértjére csak a történetív végén, a 36-37. számban derül fény.
A 38-as számmal zárul le ez az időszak, és kezdődik el egy újabb, új íróval, rajzolókkal. Ez az úgynevezett "Nagyágyú" (Big Time) néven ismert, emlegetett történetív, mely csak most vette kezdetét Hálószövő barátunk életében.

## Megjelenések
| Szám             | Megjelenés       | Cím | Eredeti megjelenése | Odalszám |
| ---------------- | ---------------- | --- | --- | -------- |
| 1                | 2012. február    | Polgárháború | The Amazing Spider-Man 533-534. | 48       |
| 2                | 2012. április    | Polgárháború - Nehéz döntések | The Amazing Spider-Man 535-536. | 48       |
| 3                | 2012. június     | Polgárháború - A háború vége | The Amazing Spider-Man 537-538. | 48       |
| 4                | 2012. augusztus  | Vadállat - 1-2. rész | The Sensational Spider-Man 23-24. | 48       |
| 5                | 2012. október    | Vadállat - 3-4. rész | The Sensational Spider-Man 25-26. | 48       |
| 6                | 2012. december   | Vadállat - 5. rész A biosztanárom a Pókember!                                                                                               | The Sensational Spider-Man 27-28. | 48       |
| 7                | 2013. február    | Peter Parker halálos ellenségei 1-2. rész                                                                                                   | The Sensational Spider-Man 29-30. | 48       |
| 8                | 2013. április    | Peter Parker halálos ellenségei 3. rész Utálom a misztikumot 1. rész                                                                        | The Sensational Spider-Man 31. és Friendly Neighborhood Spider-Man 11.                                                                             | 48       |
| 9                | 2013. június     | Utálom a misztikumot 2-3. rész | The Sensational Spider-Man 31. és Friendly Neighborhood Spider-Man 12-13.                                                                          | 48       |
| különszám 2013/1 | 2013. július     | Megszerezni és megtartani Lapkihordó bajnokság Leah                                                                                         | The Sensational Spider-Man Annual 1. Mini Marvels Friendly Neighborhood Spider-Man Annual 1.                                                       | 48       |
| 10               | 2013. augusztus  | Keselyűszárnyon 1-2. rész | Friendly Neighborhood Spider-Man 14-15. | 48       |
| 11               | 2013. október    | Keselyűszárnyon 3. rész A férj vagy a pók                                                                                                   | Friendly Neighborhood Spider-Man 16. és The Sensational Spider-Man 32.                                                                             | 48       |
| 12               | 2013. december   | Sebek, Újra feketében 1. rész | The Sensational Spider-Man 33. és The Amazing Spider-Man 539.                                                                                      | 48       |
| 13               | 2014. február    | Újra feketében 2-3. rész | The Amazing Spider-Man 540-541. | 48       |
| 14               | 2014. április    | Újra feketében 4. rész Homokvihar 1. rész                                                                                                   | The Amazing Spider-Man 542. és Friendly Neighborhood Spider-Man 17.                                                                                | 48       |
| különszám 2014/1 | 2014. június     | Pókember!, Rakéta Robi visszatért! Gurul az Óriáskerék, ki tudja, hol áll meg! Faljáró                                                      | Amazing Fantasy 15. The Amazing Spider-Man 182-183. Spider-Man/Human Torch 3.                                                                      | 72       |
| 15               | 2014. június     | Homokvihar 2-3. rész | Friendly Neighborhood Spider-Man 18-19. | 48       |
| 16               | 2014. augusztus  | Az idő szorításában Emésztő szenvedélyek | Friendly Neighborhood Spider-Man 20-21. | 48       |
| 17               | 2014. október    | Ragadozó/Zsákmány Provokáció | Friendly Neighborhood Spider-Man 22-23. | 48       |
| 18               | 2014. december   | Újra feketében - Incidens a negyedik emeleten Még egy nap 1. rész                                                                           | The Amazing Spider-Man 543-544. | 48       |
| 19               | 2015. február    | Még egy nap 2-3. rész | Friendly Neighborhood Spider-Man 22. The Sensational Spider-Man 41.                                                                                | 48       |
| 20               | 2015. április    | Még egy nap 4. rész Bizalmi ügy | The Amazing Spider-Man 545. Amazing Spider-Man Family 4.                                                                                           | 48       |
| 21               | 2015. június     | Egy új nap hajnala A szív bűnei | The Amazing Spider-Man 546-547. | 48       |
| különszám 2015/1 | 2015. július     | Ki ez a csaj?! Megesz a Métely!! Íme, itt a Métely!!                                                                                        | The Amazing Spider-Man 549-551. | 72       |
| 22               | 2015. augusztus  | A vérkötelék Kraven első vadászata 1. rész                                                                                                  | The Amazing Spider-Man 548, 565. | 48       |
| 23               | 2015. október    | Kraven első vadászata 2-3. rész | The Amazing Spider-Man 566-567. | 48       |
| különszám 2015/2 | 2015. november   | Hull a hó és hózik... Misztikus hóvihar Pusztító hideg                                                                                      | The Amazing Spider-Man 555-557. | 72       |
| 24               | 2015. november   | Új halálnemek 1-2. rész | The Amazing Spider-Man 568-569. | 48       |
| 25               | 2016. február    | Új halálnemek 3-4. rész | The Amazing Spider-Man 570-571. | 48       |
| 26               | 2016. április    | Új halálnemek 5-6. rész | The Amazing Spider-Man 572-573. | 48       |
| különszám 2016/1 | 2016. május      | Láng és ész 1-2. rész és Halálra jelölve | The Amazing Spider-Man 581-582., 589. | 72       |
| 27               | 2016. június     | Karaktergyilkosság 1-2. rész | The Amazing Spider-Man 584-585. | 48       |
| különszám 2016/2 | 2016. július     | Kraven utolsó vadászata 1-6. rész | Web of Spider-Man 31-32., The Amazing Spider-Man 293-294., The Spectacular Spider-Man 131-132.                                                     | 144      |
| 28               | 2016. augusztus  | Karaktergyilkosság: Közjáték és 3. rész | The Amazing Spider-Man 586-587. | 48       |
| különszám 2016/3 | 2016. szeptember | Karaktergyilkosság 4. rész, Örök Barátok 1-2. rész, Éjjel-Nappal 1. rész                                                                    | The Amazing Spider-Man 588, 590-591, 593. | 104      |
| 29               | 2016. október    | Éjjel-Nappal 2. rész Amerika fia 1. rész | The Amazing Spider-Man 594-595. | 48       |
| különszám 2016/4 | 2016. november   | Balhé az egyetemen, Szimbiózis, Bizarr szerelmi háromszög, Családi értékek                                                                  | Spider-Man and the Fantastic Four 1-4. | 96       |
| 30               | 2016. december   | Amerika fia 2-3. rész | The Amazing Spider-Man 596-597. | 48       |
| 31               | 2017. február    | Amerika fia 4-5. rész | The Amazing Spider-Man 598-599. | 48       |
| különszám 2017/1 | 2017. március    | Utolsó simítások, A testvérem fia, Az áldás, Rémes látomások                                                                                | The Amazing Spider-Man 600. | 80       |
| 32               | 2017. április    | Vörös hajú idegen: 1-3. rész és [cím nélkül]                                                                                                | The Amazing Spider-Man 602-604. és The Grim Hunt - The Kraven Saga                                                                                 | 80       |
| különszám 2017/2 | 2017. május      | A nap, amikor Gwen Stacy meghalt, A Zöld Manó végzete!, Csak egy Cage nevű ember, A csók, Emlékszem Gwenre                                  | The Amazing Spider-Man 121-123, 365., Spider-Man (vol.2) 26, Webspinners 1. és What If...? 24.                                                     | 112      |
| 33               | 2017. június     | Hosszú távú megállapodás 1-2. rész | The Amazing Spider-Man 606-607. | 48       |
| különszám 2017/3 | 2017. július     | Hatalmat a népnek 1-3. rész és Dühöngő Rinó                                                                                                 | The Amazing Spider-Man 612-614, 617. | 96       |
| 34               | 2017. augusztus  | Misztérium 1-2. rész | The Amazing Spider-Man 618-619. | 48       |
| különszám 2017/4 | 2017 szeptember  | Vedlés 1-4. rész | The Amazing Spider-Man 629-633. | 96       |
| 35               | 2017. október    | Misztérium 3. rész, Vérbeli hajsza | The Amazing Spider-Man 620-621. | 48       |
| különszám 2017/5 | 2017. november   | Zord Vadászat 1-4. fejezet | The Amazing Spider-Man 634-637. | 116      |
| 36               | 2017. december   | Egy pillanat az időben 1-2. fejezet | The Amazing Spider-Man 638-639. | 80       |
| 37               | 2018. február    | Egy pillanat az időben 3-4. fejezet | The Amazing Spider-Man 640-641. | 64       |
| különszám 2018/1 | 2018. március    | A fajok eredete 1-5. rész | The Amazing Spider-Man 642-646. | 116      |
| 38               | 2018. április    | Egy ajtó kitárul és Nagyágyú 1. rész | The Amazing Spider-Man 647-648. | 64       |
| különszám 2018/2 | 2018. május      | Maximum Carnage 1-5. rész | Spider-Man: Unlimited 1, Web of Spider-Man 101, The Amazing Spider-Man 378, Spider-Man 35 és Spectacular Spider-Man 201.                           | 112      |
| 39               | 2018. június     | Nagyágyú 2-3. rész | The Amazing Spider-Man 649-650. | 80       |
| különszám 2018/3 | 2018. július     | Maximum Carnage 6-10. rész | Spectacular Spider-Man 201, Web of Spider-Man 102, The Amazing Spider-Man 379, Spider-Man 36, Spectacular Spider-Man 202 és Web of Spider-Man 103. | 112      |
| 40               | 2018. augusztus  | Nagyágyú 4. rész, A Pókírtó Bosszúja 1. rész                                                                                                | The Amazing Spider-Man 651-652. | 48       |
| különszám 2018/4 | 2018. szeptember | Maximum Carnage 11-14. rész | Web of Spider-Man 103, The Amazing Spider-Man 380, Spider-Man 37, Spectacular Spider-Man 203 és Spider-Man: Unlimited 2.                           | 112      |
| 41               | 2018. október    | A Pókírtó Bosszúja 2-3. rész | The Amazing Spider-Man 653-654. | 48       |
| 42               | 2018. december   | Senki sem hal meg 1-2. rész | The Amazing Spider-Man 655-656. | 64       |
| 43               | 2019. február    | A Fantasztikus Pókember | The Amazing Spider-Man 657-658, Fantastic Four 588.                                                                                                | 68       |
| különszám 2019/1 | 2019. március    | Fantasztikus utazás, A helyettes 1-2. rész, Anti-Venom visszatér 1-2. rész, Fertőzés első fázis, Fertőzés: Nagy erő, Fertőzés: Faltól falig | The Amazing Spider-Man 659-664. | 148      |
| 44               | 2019. április    | Fertőzés: Crossroads, Póksziget: Prológus, Póksziget 1. rész                                                                                | The Amazing Spider-Man 665-667. | 84       |
| különszám 2019/2 | 2019. május      | Kockázat nélkül, Nincs győzelem, A nagymester, Vérszomj, Alsóváros, A Keselyű karmaiban, Szárnyaló képzelet                                 | Spider-Man 2099 1-9. | 188      |
| 45               | 2019. június     | Póksziget 2-3. rész | The Amazing Spider-Man 668-669. | 52       |
| 46               | 2019. augusztus  | Póksziget 4-5. rész | The Amazing Spider-Man 670-671. | 52       |
| különszám 2019/3 | 2019. szeptember | Otthon édes otthon, Anyák napja, Ostromállapot, Halál a magasból, Halálos Prófécia, Forráspont, És ime a pöröly, A pöröly lesújt            | Spider-Man 2099 9-16. | 188      |
| 47               | 2019. október    | Póksziget 6. rész, Póksziget: Epilógus | The Amazing Spider-Man 672-673. | 52       |
| különszám 2019/4 | 2019. november   | Nagy méretek 1-2. rész, Az ördög és a feltételek 1-2. rész                                                                                  | The Amazing Spider-Man 674-678, Daredevil 8. | 116      |
| 48               | 2019. december   | A holnap a múlté 1-2. rész | The Amazing Spider-Man 678-679. | 52       |
| 49               | 2020. január     | Utazás az űrbe, Van egy probléma Horizon | The Amazing Spider-Man 680-681. | 52       |
| különszám 2020/1 | 2020. február    | Föld vége 1-6. rész | The Amazing Spider-Man 682-687. | 132      |
| 50               | 2020. március    | Nincs visszaút 1-2. rész | The Amazing Spider-Man 688-689, Avenging Spider-Man 1-4 és 11.                                                                                     | 164      |
| 51               | 2020. április    | Nincs visszaút 3-4. rész | The Amazing Spider-Man 690-691. | 52       |
| különszám 2020/2 | 2020. május      | Istenverés, Ifjú Miguel O'Hara 1-6. rész, Támadás és akkumulátor                                                                            | Spider-Man 2099 17-24. | 188      |
| különszám 2020/3 | 2020. június     | Fájó igazság, Ifjú Miguel O'Hara 7-12. rész, 666-os út                                                                                      | Spider-Man 2099 25-32. | 188      |
| 52               | 2020. július     | Alfa 1-2. rész | The Amazing Spider-Man 692-693. | 52       |
| különszám 2020/4 | 2020. augusztus  | Alfa 3. rész, Veszélyzóna 1-3. rész, Pókember egy éjszakára                                                                                 | The Amazing Spider-Man 694-697. | 100      |
| 53               | 2020. szeptember | A vég kezdete 1-2. rész: Bevezetés | The Amazing Spider-Man 698-699. | 52       |
| 54               | 2020. november   | A vég kezdete 3. rész: Doctor Octopus, Pókálmok                                                                                             | The Amazing Spider-Man 700. | 84       |
| különszám 2020/5 | 2020. december   | Pókember 2099 és Pókember közös kalandja | Spider-Man 2099 33-38, Spider-Man 2099 Meets Spider-Man 1.                                                                                         | 180      |
| 55               | 2021. február    | Superior Spider-Man kiegészítő 1. | Avenging Spider-Man 18, Superior Spider-Man Team Up 1.                                                                                             | 52       |
| különszám 2021/1 | 2021. március    | Testvértartó, Judás kecske, Kétségbeesés, Föld, Víz, Az utolsó tánc, Fulladás a hüvelykbe, Megosztott ház                                   | Spider-Man 2099 39-46. | 188      |
| 56               | 2021. április    | Superior Spider-Man kiegészítő 2. | Superior Spider-Man Team Up 5-7. | 68       |
| 57               | 2021. június     | Mázli hogy él, Megvan még a régi szikra, Válaszút előtt, Hazatérés féleség, Kaine                                                           | The Amazing Spider-Man vol. 3 1-2. | 68       |
| különszám 2021/2 | 2021. július     | Edge of Spider-Verse: Pókember 2099 | Spider-Man 2099 vol. 2 1-5. | 116      |
| 58               | 2021. augusztus  | Parker-szerencse 1-2. rész | The Amazing Spider-Man vol. 3 3-4. | 52       |
| különszám 2021/3 | 2021. szeptember | Életút 1-6. rész | Spider-Man: Life Story 1-6. | 196      |
| 59               | 2021. október    | Parker-szerencse 3-4. rész | The Amazing Spider-Man vol. 3 5-6. | 52       |
| különszám 2021/4 | 2021. november   | Pókverzum prológus | The Amazing Spider-Man vol. 3 7-9, The Superior Spider-Man 32-33.                                                                                  | 116      |
| 60               | 2021. december   | Pókverzum 1-3. rész | The Amazing Spider-Man vol. 3 9-11. | 68       |
| 61               | 2022. február    | Pókverzum 4-5. rész | The Amazing Spider-Man vol. 3 12-13. | 52       |
| különszám 2022/1 | 2022. március    | Edge of Spider-Verse: Póknő | Edge of Spider-Verse: Gwen Stacy, Spider-Woman 1-4.                                                                                                | 116      |
| 62               | 2022. április    | Pókverzum 6-7. rész | The Amazing Spider-Man vol. 3 14-15. | 52       |
| különszám 2022/2 | 2022. május      | Pókverzum: Miguel O'Hara, Miguel és Maestro harca                                                                                           | Spider-Man 2099 vol. 2 6-12. | 116      |
| 63               | 2022. június     | Az éjszakai műszak 1-3. rész, A Fekete Macska visszavág 1-3. rész                                                                           | The Amazing Spider-Man vol. 3 16-18. | 68       |
| különszám 2022/3 | 2022. július     | A jövő megakadályozása | Spider-Man 2099 vol. 3 1-6. | 116      |
| 64               | 2022. augusztus  | Világszerte 1-2. rész | The Amazing Spider-Man vol. 4 1-2. | 68       |
| különszám 2022/4 | 2022. szeptember | Miguel O'Hara utolsó harcai | Spider-Man 2099 vol. 3 7-12. | 116      |
| 65               | 2022. október    | Világszerte 3-5. rész | The Amazing Spider-Man vol. 4 3-5. | 68       |